# Tiu (faraon)
Tiu, isto poznat pod imenom Teyew, je spomenut na kamenu iz Palerma kao preddinastijski egipatski kralj koji je vladao Donjim Egiptom. Pošto nema drugih izvora niti dokaza o njegovoj vladavini, moguće da je on mitski vladar prenesen usmenim pričama s koljena na koljeno, ili možda potpuno izmišljena osoba.
- Kamen iz Palerma, stela na kojoj je spomenut Tiu
- Kamen iz Palerma

| Prethodnik: | Egipatski faraoni | Nasljednik: |
| nema        | Egipatski faraoni | Teš (? - ?) |